# اولو نوگیس
اولو نوگیس (استونیایی: Ülo Nugis; ۲۸ آوریل ۱۹۴۴ – ۱۸ نوامبر ۲۰۱۱) سیاست‌مدار اهل استونی بود. وی از سال ۱۹۹۲ تا ۱۹۹۵ رئیس مجلس استونی بود.